# Жуан Клаусс де Мелло
Жуан Клаусс де Мелло (порт. João Klauss de Mello, нар. 1 березня 1997, Крісіума) — бразильський футболіст, нападник американського клубу «Сент-Луїс Сіті».

## Ігрова кар'єра

### Ранні роки
Народився 1 березня 1997 року в місті Крісіума в штаті Санта-Катарина на півдні Бразилії в сім'ї німця та італійки. Вихованець бразильських юнацьких команд футбольних клубів «Інтернасьйонал», «Жувентуде» та «Греміо».
У січні 2017 року Клаусс перейшов у німецький «Гоффенгайм 1899», де став виступати у резервній команді. Він зіграв свій перший матч Регіональліги 1 квітня 2017 року в грі проти «Гессен-Касселя» (5:1), а свій перший гол забив 7 квітня у ворота «Неттінгена» (4:3). Всього ж до кінця сезону 2016/17 провів сім ігор. У сезоні 2017/18 в складі резервної команли він провів ще 17 ігор і забив чотири голи.

### ГІК

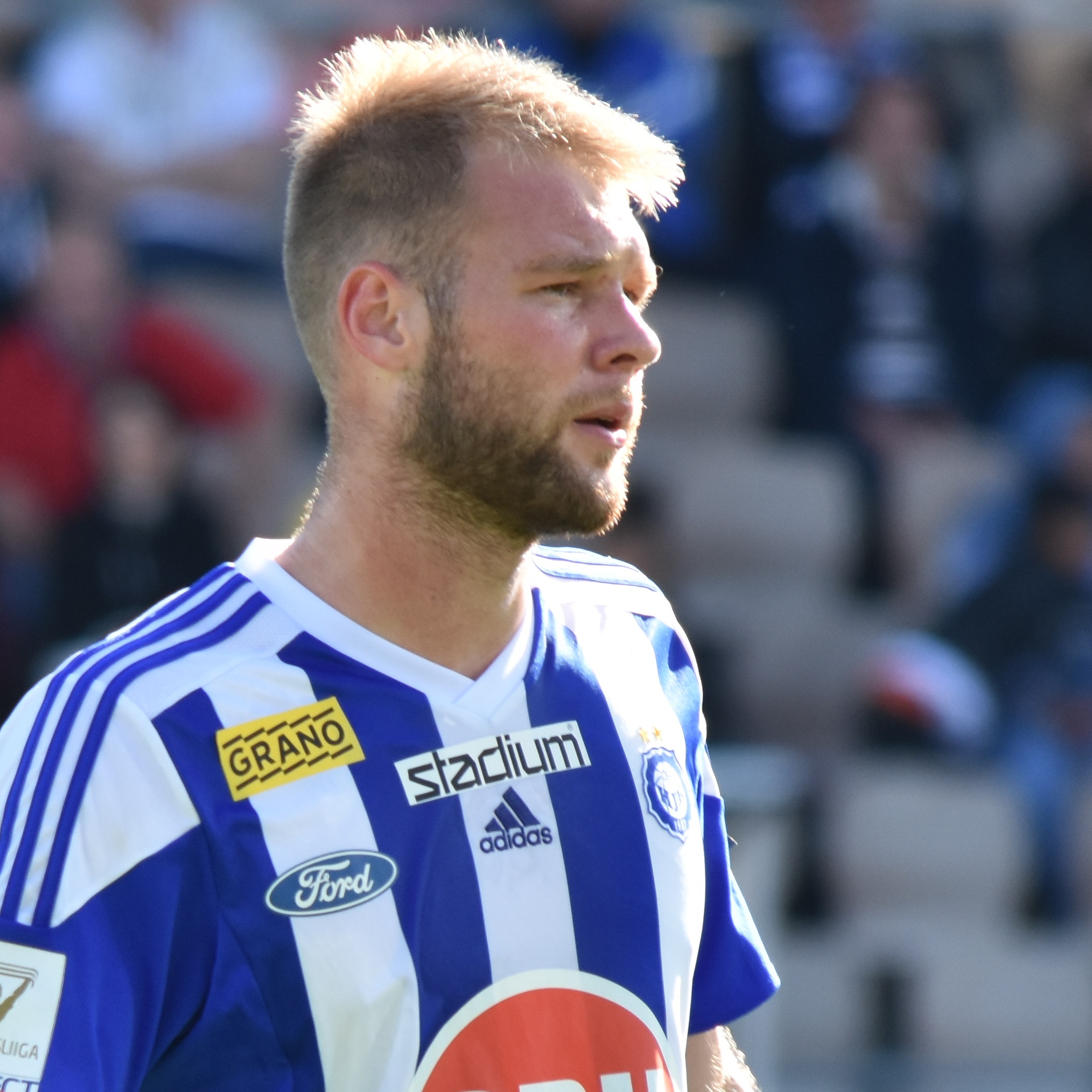
Клаусс під час виступів за ГІК. 2018 рік.

В березні 2018 року Клаусс перейшов на правах оренди в фінський ГІК, де став одним з найкращих бомбардирів. Перший матч за нову команду нападник зіграв 18 березня в Кубку країни проти ВПС, де забив гол, допомігши своїй команді перемогти з рахунком 4:1. Бразилець зіграв свій перший матч у Вейккауслізі 8 квітня проти «Ільвеса» (3:1), де знову забив гол. 12 травня 2018 року він зіграв з командою у фіналі Кубка Фінляндії, програвши з рахунком 0:1 «Інтеру» з Турку. Через десять днів він зміг помститись супернику, ставши автором свого першого дубля у Вейккауслізі проти тієї самої команди з Турку, принісши своїй команди перемогу 3:0. Згодом бразилець він забив ще два дублі — у ворота СІКа і РоПСа.
У вересні Клаусс дебютував і у єврокубках, зігравши у кваліфікаційних раундах Ліги чемпіонів: у першому раунді ГІК зіграв з фарерською командою «Вікінгур», а бразилець своїм голом допоміг фінам виграти з рахунком 5:2. У жовтні 2018 року Клаусс зі своєю командою виграв Чемпіонат Фінляндії 2018 року, випередивши найближчого переслідувача на 16 очок, а сам бразилець став найкращим бомбардиром чемпіонату з 21 голом, а також був визнаний найкращим гравцем чемпіонату та двічі протягом сезону був гравцем місяця. Він залишив ГІК у листопаді 2018 року із 42 іграми та 24 голами у всіх турнірах.

### ЛАСК
Повернувшись з оренди, Клаусс підписав новий контракт із «Гоффенгаймом» до 30 червня 2022 року, після чого 8 січня 2019 року його знову віддали в оренду, цього разу в австрійський ЛАСК (Лінц), на півтора року. Він зіграв свій перший матч за австрійців 16 лютого, у матчі Кубка Австрії проти «Санкт-Пельтена», забивши гол. В підсумку ЛАСК дійшов до півфіналу Кубка, де програв столичному «Рапіду». Свій перший матч у австрійській Бундеслізі Клаусс провів 22 лютого проти «Аустрії» (Відень), здобувши перемогу з рахунком 2:0. Клаусс завершив перший сезон із 16 іграми та чотирма голами за «чорно-білих» і допоміг команді стати віце-чемпіоном Австрії.
У сезоні 2019/20 ЛАСК посів перше місце в першій фазі чемпіонату, а Клаусс зробив хет-трик проти «Гартберга» у свій день народження. Втім у другому етапі чемпіонату ЛАСК виступив вкрай невдало і посів лише підсумкове четверте місце. У Кубку клуб знову програв у півфіналі, цього разу «Ред Буллу» з рахунком 0:1. Тим не менш команда у тому сезоні з бразильцем вдало виступила у єврокубках — у Лізі чемпіонів клуб пройшов швейцарський «Базель» у третьому раунді кваліфікації, але програв «Брюгге» в останньому раунді відбору, при цьому Клаусс забив по голу обом командам. В результаті лінці кваліфікувались до сильної групи D Ліги Європи разом зі «Спортінгом», ПСВ і «Русенборгом», але тут ЛАСК проявив високу майстерність і несподівано виграв групу, в тому числі завдяки дублю Клаусса в грі проти ПСВ (4:1) та голу зі «Спортінгом» (3:0) у останньому турі. У 1/8 фіналу Клаусс і його команда пройшли нідерландський АЗ і лише у чвертьфіналі програли зірковому «Манчестер Юнайтед». Загалом Клаусс зіграв 45 матчів у цьому сезоні та забив 20 голів в усіх турнірах, після чого покинув команду.

### Дебют за «Гоффенгайм 1899» та подальші оренди
Перед сезоном 2020/21 років Клаусс повернувся до «Гоффенгайма» і був заявлений за першу команду. 25 жовтня 2020 року він зіграв свою першу гру в Бундеслізі проти бременського «Вердера» і загалом зіграв чотири ігри в чемпіонаті в першій частині сезону, одній грі національного кубку та п'яти з шести матчах групового етапу Ліги Європи. Також 3 рази бразилець зіграв у другій команді в Регіональлізі.
13 січня 2021 року, враховуючи велику кількість нападників і невеликий ігровий час, Клаусс на правах оренди на півтора роки з правом викупу перейшов у бельгійський «Стандард» (Льєж). 17 січня 2021 року він взяв участь у своєму першому матчі за «Стандард», зігравши у чемпіонаті проти клубу «Серкль Брюгге», а 24 січня забив свій перший гол за льєжців у валлонському дербі проти «Шарлеруа». Загалом до кінця сезону 2020/21 Клаусс провів 19 із можливих 20 матчів у чемпіонаті, забивши шість голів і п'ять разів зіграв у Кубку країни, відзначившись одним голом.
У наступному сезоні бразилець зіграв 20 із 24 можливих ігор чемпіонату, але забив лише два голи, через що 31 січня 2022 року було домовлено про дострокове розірвання оренди. Того ж дня було домовлено про оренду гравця до іншої команди цієї ж ліги, «Сент-Трюйден», де бразилець і грав до кінця сезону 2021/22. За «Сент-Трюйден» він зіграв вісім із дев'яти можливих ігор чемпіонату, у яких забив один гол.

### «Сент-Луїс Сіті»
3 березня 2022 року було оголошено, що Клаусс приєднається до американської команди МЛС «Сент-Луїс Сіті» в липні 2022 року після завершення оренди в «Сент-Трюйдені», ставши першим в історії клубу призначеним гравцем. Однак оскільки клуб мав дебютувати у вищому американському дивізіоні лише з сезону 2023 року, Клаусс грав в резервній команді «Сент-Луїс Сіті 2» в MLS Next Pro до кінця сезону 2022 року, ставши фіналістом турніру.

## Статистика виступів

### Статистика клубних виступів
| Сезон                          | Команда                        | Чемпіонат                      | Чемпіонат | Чемпіонат | Національний кубок | Національний кубок | Національний кубок | Континентальні кубки | Континентальні кубки | Континентальні кубки | Інші змагання | Інші змагання | Інші змагання | Усього | Усього |
| Сезон                          | Команда                        | Ліга                           | Ігор      | Голів     | Ліга               | Ігор               | Голів              | Ліга                 | Ігор                 | Голів                | Ліга          | Ігор          | Голів         | Ігор   | Голів  |
| ------------------------------ | ------------------------------ | ------------------------------ | --------- | --------- | ------------------ | ------------------ | ------------------ | -------------------- | -------------------- | -------------------- | ------------- | ------------- | ------------- | ------ | ------ |
| січ.-трав. 2017                | «Гоффенгайм 1899 II»           | РЛ (IV)                        | 7         | 1         |                    | -                  | -                  |                      | -                    | -                    |               | -             | -             | 7      | 1      |
| 2017-лют. 2018                 | «Гоффенгайм 1899 II»           | РЛ (IV)                        | 17        | 4         |                    | -                  | -                  |                      | -                    | -                    |               | -             | -             | 17     | 4      |
| лют.-жовт. 2018                | «ГІК»                          | ВЛ                             | 33        | 21        | КФ                 | 3                  | 2                  | ЛЧ+ЛЄ                | 4+2                  | 1+0                  |               | -             | -             | 42     | 24     |
| січ.-трав. 2019                | ЛАСК (Лінц)                    | БЛ                             | 14        | 3         | КА                 | 2                  | 1                  |                      | -                    | -                    |               | -             | -             | 16     | 4      |
| 2019–20                        | ЛАСК (Лінц)                    | БЛ                             | 28        | 12        | КА                 | 4                  | 3                  | ЛЧ+ЛЄ                | 4+9                  | 2+3                  |               | -             | -             | 45     | 20     |
| Усього за ЛАСК (Лінц)          | Усього за ЛАСК (Лінц)          | Усього за ЛАСК (Лінц)          | 42        | 15        |                    | 6                  | 4                  |                      | 13                   | 5                    |               | -             | -             | 61     | 24     |
| вер.-груд. 2020                | «Гоффенгайм 1899 II»           | РЛ (IV)                        | 3         | 1         |                    | -                  | -                  |                      | -                    | -                    |               | -             | -             | 3      | 1      |
| Усього за «Гоффенгайм 1899 II» | Усього за «Гоффенгайм 1899 II» | Усього за «Гоффенгайм 1899 II» | 27        | 6         |                    | -                  | -                  |                      | -                    | -                    |               | -             | -             | 27     | 6      |
| 2020-січ. 2021                 | «Гоффенгайм 1899»              | БЛ                             | 4         | 0         | КН                 | 1                  | 0                  | ЛЄ                   | 5                    | 0                    |               | -             | -             | 10     | 0      |
| січ.-трав. 2021                | «Стандард» (Льєж)              | Д1                             | 13+6      | 5         | КБ                 | 5                  | 1                  |                      | -                    | -                    |               | -             | -             | 24     | 6      |
| 2021-січ. 2022                 | «Стандард» (Льєж)              | Д1                             | 20        | 2         | КБ                 | 3                  | 1                  |                      | -                    | -                    |               | -             | -             | 23     | 3      |
| Усього за «Стандард» (Льєж)    | Усього за «Стандард» (Льєж)    | Усього за «Стандард» (Льєж)    | 39        | 7         |                    | 8                  | 2                  |                      | -                    | -                    |               | -             | -             | 47     | 9      |
| січ.-черв. 2022                | «Сент-Трюйден»                 | Д1                             | -         | -         | КБ                 | -                  | -                  |                      | -                    | -                    |               | -             | -             | -      | -      |
| Усього за кар'єру              | Усього за кар'єру              | Усього за кар'єру              | 145       | 49        |                    | 18                 | 8                  |                      | 24                   | 6                    |               | -             | -             | 185    | 63     |

## Титули і досягнення

### Командні
- Чемпіон Фінляндії (1):

ГІК: 2018

### Особисті
- Найкращий бомбардир чемпіонату Фінляндії: 2018 (21 гол)